# Gaetano Cicognani

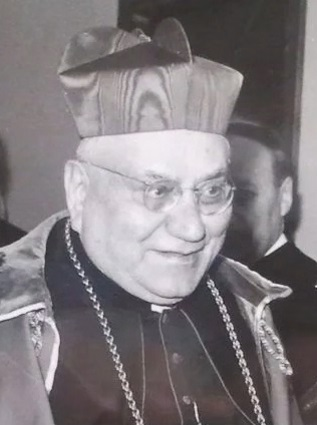
Gaetano Kardinal Cicognani (um 1960)

Kardinalswappen

Gaetano Kardinal Cicognani (* 26. November 1881 in Brisighella, Provinz Ravenna, Italien; † 5. Februar 1962 in Rom) war ein italienischer Geistlicher, Diplomat des Heiligen Stuhls und später Kurienkardinal der römisch-katholischen Kirche.

## Leben
Nach seiner Priesterweihe am 24. September 1904 studierte Cicognani in Rom Katholische Theologie, Philosophie, Rechtswissenschaften und Kirchenrecht. 1910 promovierte er in diesen Fächern und war danach Notar bei der Römischen Rota. 1915 trat er in die Dienste des Staatssekretariats und war für dieses in Den Haag, Belgien und Spanien tätig.
Papst Pius XI. ernannte ihn am 11. Januar 1925 zum Titularerzbischof von Ancyra und zum Apostolischen Nuntius in Bolivien. Die Bischofsweihe empfing er am 1. Februar 1925 durch den damaligen Kardinalstaatssekretär Pietro Gasparri, Mitkonsekratoren waren Rafaello Carlo Rossi, Assessor der Konsistorialkongregation, und Giovanni Maria Zonghi, Präsident der Päpstlichen Diplomatenakademie.
Vom 15. Juni 1928 war Cicognani Nuntius in Peru und seit dem 13. Juni 1935 in Österreich. Nach dem Anschluss Österreichs an das Deutsche Reich am 12. März 1938 forderte der Papst ihn am 30. März auf, das Land zu verlassen. Cicognani kam der Aufforderung nach und verließ Österreich am 5. April. Bereits am 16. Mai wurde er Nuntius im vom Bürgerkrieg gezeichneten Spanien.
Am 12. Januar 1953 nahm Papst Pius XII. ihn als Kardinalpriester mit der Titelkirche Santa Cecilia in das Kardinalskollegium auf. Im gleichen Jahr kehrte er nach Rom zurück, wurde am 7. Dezember Kardinalpräfekt der Ritenkongregation und ein Jahr später am 18. November 1954 Pro-Präfekt der Apostolischen Signatur. Dieses Amt hatte er bis zum 14. November 1959 inne, Präfekt der Ritenkongregation war er bis zu seinem Tod 1962.
Papst Johannes XXIII. ernannte ihn am 14. Dezember 1959 zum Kardinalbischof von Frascati.
Sein zwei Jahre jüngerer Bruder Amleto Giovanni Cicognani (1883–1973) war seit 1961 Kardinalstaatssekretär.